# س. س. ميلر
س. س. ميلر (بالإنجليزية: C. C. Miller)‏ هو نحال وطبيب أمريكي، ولد في 10 يونيو 1831، وتوفي في 4 سبتمبر 1920.